# Giovanni Lonfernini (Politiker, 1976)
Giovanni Lonfernini (* 2. Oktober 1976 in San Marino) ist ein san-marinesischer Politiker. 
Er wurde erstmals 2001 auf der Liste des PDCS in den Consiglio Grande e Generale, das Parlament San Marinos gewählt. Bei den Wahlen 2006 wurde er erneut auf der Liste der PDCS gewählt. 2008 zog er für die Democratici di Centro ins Parlament ein und bei den Wahlen 2012 gewann er ein Mandat für die UpR. Nachdem im Zuge der Ermittlungen zum conto Mazzini bei Lonfernini eine Hausdurchsuchung stattfand, erklärte er am 2. November 2014 seinen Rücktritt vom Parlamentsmandat.
Lonfernini war von Oktober 2003 bis März 2004 zusammen mit Valeria Ciavatta einer der beiden Capitani Reggenti (Staatsoberhäupter) San Marinos (bereits 1934, 1937 und 1941 gab es einen Capitano Reggente dieses Namens.) Von Februar 2005 bis Juni 2006 war er Kulturstaatssekretär.
Zusammen mit anderen gründete der ehemalige Generalsekretär der Christdemokraten 2007 die Partei Democratici di Centro und war bis 2010 deren Vorsitzender (coordinatore). Nach dem Zusammenschluss von Democratici di Centro  und Europopolari per San Marino zur Unione per la Repubblica wurde Lonfernini Fraktionsvorsitzender der UpR.